# Ivan Vasilyevich Boldin
Ivan Vasilievich Boldin (tiếng Nga: Ива́н Васи́льевич Бо́лдин; 15 tháng 8 [lịch cũ 3 tháng 8] năm 1892, tại Vysokaya - 28 tháng 3 năm 1965 tại Kiev) là một tướng lĩnh cấp cao của Hồng quân trong Chiến tranh thế giới thứ hai.

## Bước đầu binh nghiệp
Là con trai của một nông dân, Boldin may mắn được học tiểu học và hai năm trung học trước khi bắt đầu làm việc cùng cha mình. Năm 1914, ông chuyển đến làng Vysokaya, nơi ông làm việc trong lĩnh vực chế biến ngũ cốc và làm bánh mì.
Ông được trưng ngũ vào Quân đội Đế quốc Nga vào ngày 28 tháng 7 năm 1914 để chiến đấu trong Thế chiến thứ nhất. Ông được huấn luyện bộ binh vài tháng trước khi trung đoàn của ông, Trung đoàn súng trường số 23, được triển khai đến Sarıkamış trên mặt trận Thổ Nhĩ Kỳ. Ông đã phục vụ trong ba năm tại mặt trận này chống lại người Thổ Nhĩ Kỳ, tham gia vào các chiến dịch xung quanh Erzurum và Kars, đồng thời hoàn thành chương trình trung học của mình.
Sau Cách mạng Tháng Hai năm 1917, Boldin được các binh sĩ bầu vào các ủy ban cách mạng cấp trung đoàn và sư đoàn của mình cho đến khi xuất ngũ vào tháng 12, khi trở về Vùng Insa. Sau khi những người Bolshevik nắm chính quyền, ông hoạt động tích cực tại địa phương. Từ ngày 7 tháng 1 đến ngày 14 tháng 3 năm 1918, ông là trợ lý trưởng Ban Chấp hành Quận Insa, sau đó làm chủ tịch cho đến ngày 7 tháng 1 năm 1919. Ông gia nhập Đảng Cộng sản vào tháng 6 năm 1918 và tham dự Đại hội Xô viết toàn Nga vào tháng 7, đại diện cho Penza. Sau đó, ông đã giữ một số chức vụ trong chính quyền địa phương và trong Đảng.
Vào tháng 10 năm 1919, Boldin trở lại binh nghiệp của mình bằng cách tình nguyện phục vụ trong Hồng quân chiến đấu trong Nội chiến Nga. Ông từng là đại đội trưởng chiến đấu với lực lượng Phần Lan trên bán đảo Karelia. Sau đó, ông đến Mặt trận phía Tây, chiến đấu bảo vệ Petrograd chống lại quân Bạch vệ, và sau đó chống lại lực lượng Ba Lan gần Polotsk và Lepel trong Chiến tranh Nga - Ba Lan. Tháng 4 năm 1920, ông được thăng cấp chỉ huy tiểu đoàn và tháng 8 là chỉ huy trung đoàn. Đến tháng 12 năm 1921, Boldin đã được chọn tham gia Trường Sĩ quan Vystrel, từ đó tốt nghiệp vào tháng 9 năm 1923.

## Giữa các cuộc chiến
Boldin được đưa đến Tula sau khi tốt nghiệp, nắm quyền chỉ huy một trung đoàn súng trường mới thành lập. Ông cũng tham gia vào công tác chính trị khi phục vụ ở Xô viết của thành phố. Vào tháng 11 năm 1924, ông được chỉ định thành lập và chỉ huy Trung đoàn Súng trường độc lập Moskva (sau là Trung đoàn Súng trường độc lập số 1 Moskva). Boldin khi đó vẫn là một thành viên của Ủy ban Bolshevik khu vực Moskva. Từ tháng 11 năm 1925 đến tháng 10 năm 1926, ông theo học tại Học viện Quân sự Frunze. Trong cuộc Đại thanh trừng, Boldin không bị nghi ngờ về lòng trung thành của mình, vẫn thăng tiến ở cả hai mặt chính trị vào quân sự cho đến năm 1939.

## Tham gia chiếm đóng Ba Lan, Latvia và Bessarabia
Tháng 9 năm 1939, Boldin được chọn để chỉ huy một Cụm kỵ binh-cơ giới tại Quân khu đặc biệt miền Tây ở biên giới Ba Lan. Nhóm cơ động này gồm hai quân đoàn kỵ binh, một quân đoàn xe tăng, một quân đoàn súng trường và một lữ đoàn xe tăng độc lập, đã tạo thành mũi xung kích cơ động của Phương diện quân Belorussia khi nó tiến vào miền đông Ba Lan vào sáng ngày 17 tháng 9. Sau chiến dịch ngắn ngủi, không có gì nổi bật này, cuối tháng đó Boldin được chỉ định làm trưởng phái đoàn quân sự dẫn đến việc Liên Xô chiếm đóng Latvia.
Nhiệm vụ tiếp theo của ông đến vào tháng 10 khi ông được bổ nhiệm làm chỉ huy của Quân khu Odessa. Tháng 6 năm 1940, STAVKA thành lập Cụm binh đoàn phía Nam với ý định tổ chức một cuộc xâm lược vào Bessarabia của Romania. Tướng G.K. Zhukov, chỉ huy trưởng Quân khu Kiev, được trao quyền chỉ huy toàn bộ cụm, trong đó Boldin chỉ huy đơn vị chủ lực của cụm, Tập đoàn quân 9. Cuộc xâm lược được thực hiện từ ngày 28–30 tháng 6, và Boldin đồng thời được thăng cấp Trung tướng.

## Chiến tranh Vệ quốc vĩ đại
Khi Chiến dịch Barbarossa nổ ra, Boldin đang là một phụ tá cho Đại tướng Dmitry Pavlov, chỉ huy Quân khu miền Tây. Cả hai đều thấy những dấu hiệu rõ ràng về cuộc tấn công sắp xảy ra, nhưng cảnh báo của họ với Bộ Tổng tư lệnh tối cao đã bị phớt lờ. Cuối ngày 22 tháng 6, Pavlov ra lệnh cho Boldin qua điện thoại để tổ chức một cuộc phản công chống lại các lực lượng Đức đang tiến vào Grodno. Boldin đã bay trên một chiếc máy bay hạng nhẹ dưới hỏa lực mạnh đến sở chỉ huy của Tập đoàn quân 10 gần Białystok. Trong tình trạng hỗn loạn đang phổ biến, Hồng quân không thể thực hiện bất kỳ cuộc tấn công hiệu quả nào, và đến ngày 27 tháng 6, các Tập đoàn quân 3, 4 và 10 đều bị bao vây ở phía tây Minsk. Boldin đã lãnh đạo một nhóm khoảng 1.650 sĩ quan và chiến sĩ đã chiến đấu trong 45 ngày để phá vây. Cuối cùng, vào ngày 10 tháng 8, nhóm của ông đã đột phá đến phòng tuyến của Liên Xô gần Smolensk. Lệnh STAVKA số 270 ca ngợi chiến công của "sư đoàn" Boldin, và ông đã trở thành một anh hùng được nhiều người biết đến trong những ngày đen tối đó.
Nhiệm vụ tiếp theo của ông là trở lại Phương diện quân Tây Bắc được tái thành lập, với tư cách là cấp phó cho người bạn cũ của ông, tướng Ivan Konev. Khi Cụm tập đoàn quân Trung tâm của Đức phát động Chiến dịch Typhoon vào ngày 2 tháng 10, Boldin được giao chỉ huy một nhóm tác chiến của phương diện quân, một lần nữa tiến hành một cuộc phản công chống lại các lực lượng Đức đang tiến đến. Lần này ông gặt được thành công hơn một chút so với lần đầu tiên, nhưng ngay sau đó ông và cụm của mình bị bao vây gần Vyazma. Trong quá trình đột phá, Boldin bị thương và phải nằm viện điều trị trong tháng tiếp theo ở Moskva.
Cuối tháng 11, ông được Nguyên soái Boris Shaposhnikov, Tổng tham mưu trưởng Hồng quân, triệu tập đến một cuộc họp và được giao chỉ huy Tập đoàn quân 50, hiện đang ở Phương diện quân Tây và bảo vệ thành phố Tula. Chỉ huy trước đó, Thiếu tướng A.N. Yermakov, đã bị bắt vì bỏ rơi trách nhiệm của mình khi tập đoàn quân đã bị bao vây một phần tại Bryansk. Boldin sau đó thừa nhận rằng bảo vệ thành phố chống lại tướng Guderian là một nhiệm vụ đầy thử thách để thực hiện. Nhưng mặc dù Tula đã bị công kích mãnh liệt vào đầu tháng 12, nó chưa bao giờ bị thất thủ. Cùng với Tập đoàn kỵ binh cận vệ 1 và các tập đoàn quân 10, 50 được xây dựng lại, Hồng quân đã tiến hành cuộc tấn công và đánh đuổi lực lượng của Guderian từ các hướng phía nam đến Moskva vào cuối tháng đó.
Boldin tiếp tục nắm quyền chỉ huy Tập đoàn quân 50 cho đến tháng 2 năm 1945, được thăng cấp Thượng tướng vào ngày 15 tháng 7 năm 1944. Mặc dù ông được truyền thông vẽ ra như là một anh hùng, nhưng cấp trên lại xem những chiến tích quân sự của ông rất hạn chế; Tập đoàn quân 50 thường có sức mạnh tương đối thấp và được sử dụng trong các vai trò thứ yếu. Tháng 10 năm 1943, tập đoàn quân được chuyển đến Phương diện quân Belorussia và Boldin dưới quyền chỉ huy của tướng Konstantin Rokossovsky. Boldin tiếp tục được giữ ở một số vai trò hạn chế cho đến khi tập đoàn quân của ông được chuyển sang Phương diện quân Belorussia 2 vào tháng 4 năm 1944. Sau đó, vào tháng 11, Rokossovsky được chuyển đến Phương diện quân Belorussia 2, và một lần nữa Boldin dưới quyền chỉ huy của ông ta. Khi Chiến dịch Đông Phổ bắt đầu vào ngày 14 tháng 1 năm 1945, Tập đoàn quân 50 được cử đi giám sát các lực lượng Đức đang phòng thủ dọc theo kênh Augustów. Tất cả, trừ một hậu quân nhỏ trong số đó đã bỏ trốn để chiến đấu với lực lượng chính của phương diện quân và phải 48 giờ sau Boldin mới nhận ra, đồng thời báo cáo rằng toàn bộ lực lượng vẫn còn tại chỗ. Rokossovsky đã thấy đủ, và vào tháng 2, ngay khi tập đoàn quân được chuyển đến Phương diện quân Belorussia 3, Boldin được miễn nhiệm, và tham mưu trưởng của ông ta, Trung tướng F.P. Ozerov, đã tiếp quản trong thời gian này.
Sau hai tháng hoạt động bên lề chiến sự, Boldin được bổ nhiệm làm phó tư lệnh Phương diện quân Ukraina 3 trong những tuần cuối cùng của cuộc chiến.

## Cuối đời
Từ tháng 7 năm 1945, Boldin lại được điều động làm chỉ huy, lần này là Tập đoàn quân 27. Sau đó, ông được giao quyền chỉ huy Tập đoàn quân cận vệ 8 của Cụm binh đoàn Liên Xô tại Đức, cho đến tháng 3 năm 1951. Đầu năm 1951, ông được giao chỉ huy Quân khu Đông Siberi trong hai năm, và sau một thời gian ngắn làm việc tại Quân khu Gorky, ông được bổ nhiệm làm Phó tư lệnh thứ nhất của Quân khu Kiev cho đến năm 1958.
Trước khi nghỉ hưu, Boldin được giao nhiệm vụ cuối cùng là Cố vấn cho Đoàn Tổng thanh tra Bộ Quốc phòng. Năm 1961, ông xuất bản hồi ký của mình, Những trang đời (Страницы жизни), và một số bài báo về những ngày đầu của cuộc chiến và vai trò của ông trong việc bảo vệ Tula trên tạp chí Voenno-istoricheskii Zhurnal (Tạp chí "Lịch sử quân sự").
Ông mất tại Kiev vào ngày 28 tháng 3 năm 1965.

## Lược sử quân hàm
- Lữ đoàn trưởng (Комбриг; 17.02.1936)
- Sư đoàn trưởng (Комдив; 17.02.1938)
- Quân đoàn trưởng (Комкор; 08.02.1939)
- Tư lệnh Tập đoàn quân bậc 2 (07.12.1939)
- Trung tướng (04.06.1940)
- Thượng tướng (15.07.1944)[16][17][18]